# Гражданская война в Иудее (67—55 до н. э.)
Гражданская война в Иудее 67—55 до н. э. — борьба за власть между представителями династии Хасмонеев.

## Начало войны
После перерыва в царствование Александры Саломеи, в Иудее возобновилась гражданская борьба, начавшаяся в правление Александра Янная. На этот раз она приняла характер внутридинастического конфликта.
Царица, следуя предсмертным указаниям мужа, прекратила гонения на националистическую партию фарисеев, и та на некоторое время получила при дворе преобладающее влияние. Позиции саддукеев, которых возглавлял её младший сын Аристобул, тем не менее, оставались довольно сильными, так как к этой группе принадлежали армейские командиры, а иудейская армия в значительной степени состояла из иностранных наемников.
Наследником Иудеи был в 69 до н. э. провозглашен старший сын Гиркан II, уже бывший первосвященником. Узнав о том, что мать серьезно больна, Аристобул не стал дожидаться её смерти, а сразу поднял мятеж. Захватив несколько крепостей, он собрал наемное войско и провозгласил себя царем. Александра приказала схватить жену и детей Аристобула, но это не остановило начавшуюся войну. Вскоре царица умерла, и Аристобул выступил на Иерусалим. В сражении при Иерихоне большая часть войска Гиркана, состоявшая, очевидно, из наемников, перешла на сторону противника, и это решило исход противостояния.
Гиркан был вынужден признать поражение. Аристобул стал царем, оставив брату должность первосвященника. Через некоторое время влиятельный сторонник Гиркана наместник Идумеи Антипатр убедил его продолжить борьбу. Они тайно покинули Иерусалим и бежали к набатейскому царю Арете III, которому предложили в обмен на восстановление Гиркана у власти вернуть пограничную область с 12 городами, некогда отнятую у арабов Александром Яннаем.

## Осада Иерусалима (65 до н. э.)
Арета двинулся на Иерусалим во главе 50-тыс. армии. В первом же сражении войска Аристобула были разбиты, а сам он попытался укрепиться в Иерусалиме. Жители, в основном поддерживавшие Гиркана, сдали город, и Аристобул был осажден в Храме. Наиболее знатные из иудеев покинули страну и бежали в Египет, очевидно, опасаясь расправы. О непримиримости сторон свидетельствуют эпизоды, о которых рассказывает Иосиф Флавий. В лагерь Гиркана привели Онию, одного из наиболее уважаемых законоучителей, почитаемого народом за его праведную жизнь, и потребовали предать осажденных ритуальному проклятию. Ония отказался, обратившись к Всевышнему со словами: «Окружающие теперь меня
народ твой, а осаждаемые твои служители», после чего был немедленно убит.
Когда наступила Пасха, священники просили людей Гиркана продать им жертвенных животных. Те заломили неслыханную цену в тысячу драхм за голову, а получив деньги, отказались выполнять свою часть сделки. В ответ на такое издевательство «священнослужители стали молить Бога воздать единоверцам по заслугам».

## Римское вмешательство
Тем временем войска легата Помпея Эмилия Скавра заняли Дамаск. Узнав о происходящем в Иудее, Скавр двинулся туда в надежде на добычу. К легату прибыли посланцы обеих враждующих сторон с просьбами о поддержке. Каждый предлагал одинаково весомые аргументы в свою пользу (по 400 талантов), но Скавр выбрал Аристобула, так как Гиркан уже был связан обещаниями выплатить деньги Арете, и его финансовые возможности выглядели сомнительно, а кроме того, осада хорошо укрепленной цитадели могла продлиться долго.
Легат приказал набатейскому царю убраться из Иерусалима под угрозой объявления врагом римского народа, после чего вернулся в Дамаск. Аристобул немедленно собрал войско и пустился в погоню за отступавшими арабами и людьми Гиркана. Настигнув их, он разгромил войско брата. По словам Иосифа Флавия, в этом бою погибло шесть тысяч человек, в том числе брат Антипатра Фаллион.

## Помпей в Сирии
Окончательное решение династического спора зависело от Помпея, а не от его заместителей, поэтому, когда после победы над Тиграном римский командующий вступил в Сирию, к нему также прибыли иудейские послы. Интересы Гиркана представлял Антипатр. Аристобул прислал в подарок «виноградник» из чистого золота, стоимостью 500 талантов, но его посланец Никодим действовал неосмотрительно, обвинив легатов Скавра и Габиния в получении взяток. Кроме того, Помпей не принадлежал к числу людей, которых можно подкупить деньгами: подарок Аристобула он по возвращении в Италию передал в казну, а решение принял, исходя из государственных интересов Рима.
Приказав иудеям явиться позже, Помпей весной 63 до н. э. выступил на Дамаск, по пути наказывая тиранов и разбойников, укрепившихся в сирийских городах за годы анархии. Апамея, в которой укрепился Антиох, была разрушена, Дионисий из Триполиса казнен, владения самого крупного из разбойников, Птолемея Халкидского, были опустошены, а сам он избежал наказания, выплатив огромную контрибуцию в 10 тысяч талантов, которые Помпей употребил на выплату жалования своей армии. Затем была взята Лифиада, где засел иудей Сила. Войско Помпея прошло через Гелиополь и Халкиду в Келесирии, затем перевалило через Антиливан и прибыло в Дамаск.
В Дамаске к Помпею явились участники конфликта. Гиркан, помимо узурпации власти, обвинил брата в морском разбое и нападениях на соседей. Позиции Аристобула были гораздо слабее. Он оправдывался тем, что его брат мало способен к управлению. Кроме них, к Помпею прибыла и третья делегация — от «иудейского народа» — то есть, по-видимому, от фарисеев. Её представители заявили, что не хотят подчиняться ни одному из братьев, так как по обычаю иудеи повинуются лишь священникам, а эти двое, что оспаривают друг у друга власть, хоть и происходят из священного сословия, но стремятся «ввести другую форму правления, чтобы поработить себе народ».

## Осада Иерусалима (63 до н. э.)
Помпей обещал уладить иудейский конфликт, как только покончит с набатеями, но Аристобул, опасавшийся, что решение будет не в его пользу, сам ускорил развязку. То заверяя Помпея в преданности, то укрываясь в горных крепостях, он настолько разозлил командующего, что тот приказал его арестовать, а сам двинулся на Иерусалим. Жители открыли римлянам ворота, а сторонники Аристобула снова заперлись в Храме. После трех месяцев осады римлянам удалось обрушить самую большую башню и войска пошли на штурм. Первым на стену цитадели взобрался Фауст Сулла, сын диктатора, награждённый за этот подвиг стенным венком. В ходе резни, которую устроили римляне и иудеи Гиркана, и начавшегося пожара погибло около 12 тыс. человек.
Иосиф Флавий сокрушается о поругании Храма, так как Помпей «и немалое число его спутников» проникли в святая святых и узрели то, что дозволялось видеть лишь первосвященникам. Помпеем, впрочем, двигало одно лишь любопытство, так как о таинственном культе невидимого бога ходили разные слухи. Хотя Помпей и обнаружил в тайной комнате знаменитую золотую столешницу, семисвечник, священные сосуды и запас драгоценных благовоний, а также две тысячи талантов священных денег, он, «в силу своего благочестия, ничего не тронул, но поступил так, как и следовало ожидать от его добродетели», в отличие от его будущего коллеги по триумвирату Марка Красса, который десятью годами позже дочиста обобрал и это святилище, и крупнейшие языческие храмы Сирии.

## Распоряжения Помпея
Отрубив головы сторонникам Аристобула, Помпей восстановил Гиркана в должности первосвященника. Статус иудейского правителя был понижен, из царя он превратился в этнарха. У евреев были отобраны греческие и сирийские города, захваченные во время завоевательных войн Иоханана Гиркана и Александра Янная, и чье население или было изгнано (как в Яффе), или насильственно обращено в иудаизм. Разрушенная иудейскими войсками Гадара была восстановлена в угоду любимому вольноотпущеннику Помпея Деметрию Гадарскому. Гиппос, Скифополь, Дай, Самария, Марисса, Азот, Ямния и Аретуса, так же как приморские города Газа, Яффа, Дор и Стратонова Башня были объявлены независимыми и включены в состав образованной Помпеем провинции Сирия.
Если города Келесирии, лишь поверхностно иудаизированные, сами желали избавиться от иудейского гнета, то относительно приморских городов, в особенности Яффы, населенной в основном иудеями, решение Помпея выглядело странным. Исследователи объясняют его стремлением Помпея пресечь в будущем саму возможность контактов иудеев с пиратами. Александр Яннай и Аристобул поддерживали связи с киликийскими пиратами, предоставляя свои порты в качестве баз для их кораблей. Археологические находки дают основания полагать, что некоторые представители эллинизированной иудейской знати и сами участвовали в пиратских рейдах.
Таким образом, иудеи лишились владений в Келесирии, Заиорданье и на морском побережье, и под управлением Гиркана были оставлены только Иудея, Идумея, Перея и Галилея. Стены Иерусалима были снесены.
Оставив в Сирии Скавра с двумя легионами, Помпей вернулся в Италию, увезя с собой Аристобула и его детей. Старший сын Александр по дороге сбежал и вернулся в Иудею.

## Рим и «еврейский вопрос»
С восточными распоряжениями Помпея и переходом Иудеи под римский протекторат связано очередное обострение «еврейского вопроса» в самом Риме. Некоторое количество иудеев находилось в Италии уже во II веке до н. э., и уже в 139 до н. э. было принято постановление об их изгнании, наряду с халдеями (астрологами) и адептами Сабазия. Это было связано с религиозной пропагандой и случаями прозелитизма. После скандала с вакханалиями римляне стали очень подозрительны к распространению восточных (особенно египетских) культов, принимавших в среде италийского населения извращенный характер.
Тем не менее, к середине I века до н. э. иудеи снова обосновались в Риме, и у властей возникла проблема с так называемым «иудейским золотом» — ежегодными пожертвованиями диаспоры в казну иерусалимского храма, осуществлявшимися, несмотря на сенатские постановления о запрете вывоза золота. С присоединением новых территорий эта проблема только увеличивалась. Цицерон в речи в защиту Луция Валерия Флакка напоминает и об этих запретах, и о неоднократных случаях изъятия таможенными властями десятков и сотен фунтов золота, и о том, что его подзащитный, в бытность пропретором Азии, своим эдиктом также запретил эти пожертвования, за что теперь влиятельная иудейская диаспора пытается ему отомстить.

Ты знаешь, как велика эта шайка, как велико в ней единение, как велико её значение на народных сходках. Поэтому я буду говорить, понизив голос, чтобы меня слышали одни только судьи; ведь в людях, готовых натравить иудеев на меня и на любого честнейшего человека, недостатка нет; не стану им это облегчать. (…) Бороться с этим варварским суеверием было долгом строгости, презирать, ради блага государства, толпу иудеев, нередко приходившую в ярость на народных сходках, — долгом высшего достоинства. (…) этот народ, взявшись за оружие, показал, каковы его чувства к нашей державе; насколько он дорог бессмертным богам, мы поняли, так как он побежден, так как сбор дани с него сдан на откуп, так как он порабощен.— Цицерон. За Валерия Флакка. XXVIII, 66, 69.
Исследователи, а также представители различных околонаучных и псевдонаучных кругов, неоднократно обращались к этому вопросу и пытались выяснить, что за иудейские шайки могли бушевать на плебейских сходках в Риме.
В своё время известный теоретик антисемитизма и «научного расизма» Хьюстон Чемберлен, вырвав слова Цицерона из контекста, приводил их в качестве доказательства негативного «политико-социального влияния» евреев ещё в глубокой древности. Серьезных исследователей слова Цицерона, если их понимать буквально, а не как риторическое преувеличение, ставят в некоторое затруднение, так как считается, что влиятельного торгово-ростовщического иудейского капитала в то время ещё не было, большинство населения Иудеи составляли земледельцы и скотоводы, а в городах и в диаспоре — ремесленники и мелкие торговцы, у Цицерона же речь идет о пожертвованиях значительных сумм. Исходя из этих соображений, делается вывод, что толпа, угрожавшая Цицерону, состояла большей частью из «иудействующих» прозелитов, которых в Риме и в самом деле было немало.
Цицерон разделяет нередкую для эллинистического времени неприязнь к еврейским обычаям и культу, и к самому этому народу, злоречивому и склонному к раздорам. То, что Помпей не тронул храмовых сокровищ, Цицерон одобряет, добавляя, что

не религия иудеев и притом наших врагов, не сомневаюсь, помешала нашему выдающемуся императору сделать это, а его личная порядочность.— Цицерон. За Валерия Флакка. XXVIII, 68.

## Мятеж Александра
Вернувшийся в Иудею Александр собрал крупные силы (10 тыс. пехоты и 1500 всадников), усилил укрепления Александриона на севере и Махерона на границе с арабами, после чего попытался овладеть Иерусалимом и свергнуть Гиркана. Тот призвал на помощь проконсула Габиния. Соединенные силы римлян, иудеев Пифолая и Малиха, и отрядов Антипатра разгромили Александра у Иерусалима, перебив около трех тысяч его воинов и не меньше того взяв в плен. Александр отступил на север, снова был разбит в сражении при Александрионе, где особенно отличился легат Габиния Марк Антоний, а затем осажден в Александрионе.
Оставив часть войска осаждать крепость, Габиний отправился в другую часть страны, где распорядился восстановить пришедшие в запустение из-за набегов арабских и еврейских разбойников и лежавшие в руинах города. «Таким образом вновь возникли Самария, Азот, Скифополис, Анфедон, Рафия, Дора, Марисса, Газа и множество других».
Александр в конце концов сдался. Крепости Махерон и Александрион были срыты. Матери Александра Габиний обещал, что добьется возвращения её детей, находившихся в плену в Италии. Управление Иудеей было децентрализовано: Габиний учредил пять синедрионов для пяти округов, на которые разделил страну: в Иерусалиме, Газаре, Амафунте, Иерихоне и Сепфорисе. Это решение заметно усиливало позиции Антипатра и, по-видимому, вполне устраивало фарисеев, так как, по словам Иосифа Флавия,

Народ с радостью увидел себя освобожденным от единовластия, которое уступило место аристократическому правлению.— Иосиф Флавий. Иудейская война. I. 8, 5.

## Мятеж Аристобула
Вскоре Аристобул с сыном Антигоном бежал из Рима и поднял новое восстание. На его сторону перешло много людей, недовольных слабостью Гиркана, во всем зависевшего от римлян. Даже заместитель командующего войсками в Иерусалиме Пифолай, недавно сражавшийся с Александром, привел к Аристобулу тысячу воинов. Так как многие приходили безоружными, Аристобул отослал их в Махерон, а сам во главе 8 тысяч двинулся на Иерусалим. Габиний выслал против него Сисенну, Антония и Сервилия, которые совершенно разгромили иудеев, несмотря на всю их отчаянную храбрость. На поле боя осталось лежать пять тысяч евреев, Аристобул с одной тысячей отступил в Махерон, надеясь выдержать осаду. Так как стены этой крепости были разрушены, осада продлилась всего два дня, после чего израненный Аристобул и его сын были взяты в плен и снова отправлены в Рим. Там бывшего царя посадили в тюрьму. Детей его сенат отпустил на родину, так как Габиний обещал им свободу в обмен на сдачу крепостей. В целом действия Габиния в Риме оценивались негативно (возможно, потому что на него жаловались откупщики, которым он не дал разграбить Сирию) и сенат в 56 до н. э. отказал ему в проведении благодарственных молебствий за его победы.

## Второй мятеж Александра
Воспользовавшись тем, что Габиний отправился в египетский поход, Александр поднял новое восстание, овладел Иудеей, перебил всех римлян, что ему попались, и осадил на горе Гаризим тех, что успели бежать. Вернувшись в 55 до н. э. из Египта, Габиний направил к мятежникам Антипатра, который уговорил часть из них оставить это бессмысленное предприятие и вернуться к мирной жизни. Александр с 30-тыс. войском выступил против Габиния и был разбит у горы Табор, потеряв 10 тыс. человек. Александр был взят в плен, после чего Габиний восстановил в Иерусалиме правление согласно желаниям Антипатра. Таким образом Гиркан, продемонстрировавший неспособность удержать власть, превратился в совершенно номинальную фигуру.

## Итоги
В результате гражданской войны дом Хасмонеев был ослаблен, и реальная власть перешла к семье Антипатра, занявшего твердую проримскую позицию. Аристобул и Антипатр погибли в ходе гражданской войны между Цезарем и Помпеем. Последняя попытка сына Аристобула Антигона захватить власть была предпринята во время парфянской оккупации 40—38 до н. э. и потерпела крах после разгрома парфян.
Современные исследователи, так же, как и Иосиф Флавий, относятся к действиям последних Хасмонеев отрицательно. Признавая их несомненное личное мужество, трудно понять, на что они рассчитывали, особенно после того, как побывали в Риме и увидели его могущество. Если бы не постоянные внутренние раздоры, подчинение Иудеи Риму состоялось бы не на таких жестких условиях, страна не была бы расчленена и не произошло бы упразднения царской власти.
Также некоторое удивление вызывают побеги иудейских принцев из Рима, однако, если вспомнить скандальную историю с бегством Тиграна Младшего, то можно и в этих случаях предполагать нечто подобное. К тому же мятежи Аристобула и Александра явно не представляли для римлян серьезной угрозы, зато их подавление позволяло лишний раз разграбить страну и навязать ей ещё более суровые условия подчинения.